# Dirck van Baburen
Dirck Jaspersz van Baburen (Wijk bij Duurstede, 1595 circa – Utrecht, 21 febbraio 1624) è stato un pittore olandese.

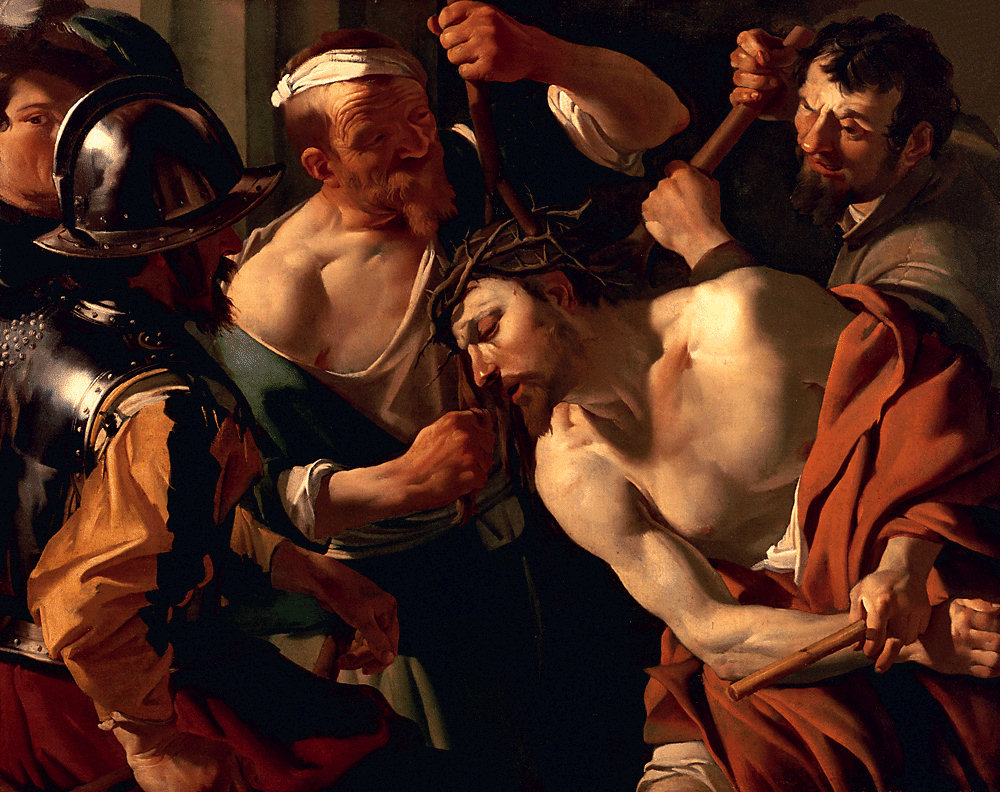
La corona di spine, 1623, Catharijneconvent, Utrecht.

Van Baburen è uno degli esponenti della scuola di Utrecht, un gruppo di tendenze caravaggesche.

## Biografia
La sua famiglia si trasferì a Utrecht, quando era ancora giovane. Era conosciuto anche come Teodoer van Baburen e Theodor Baburen. Il primo riferimento all'artista risale al 1611 quando entrò nella Gilda di S. Luca come allievo di Paulus Moreelse.
Tra il 1612 e il 1615 si recò a Roma, dove collaborò con il compatriota David de Haën e strinse amicizia con un seguace di Caravaggio, Bartolomeo Manfredi.
Baburen entrò in contatto con i collezionisti d'arte e mecenati Vincenzo Giustiniani e il cardinale Scipione Borghese, e probabilmente grazie alla loro influenza ricevette la commissione di dipingere la pala d'altare per la cappella della Pietà in San Pietro in Montorio verso il 1617 (Salita al Golgota e Gesù fra i Dottori), oltre alla Cattura di Cristo della Galleria Borghese.
Alla fine del 1620 Baburen tornò a Utrecht, dove si dedicò alla pittura di genere. Fino alla sua morte nel 1624, il pittore, insieme a Hendrick ter Brugghen e Gerard van Honthorst, contribuì a definire le innovazioni stilistiche e tematiche della scuola dei Caravaggisti di Utrecht.

## Opere
- Deposizione, ca. 1617, (San Pietro in Montorio, Roma)
- Cattura di Cristo, prima del 1621 (Galleria Borghese, Roma)
- Cristo lava i piedi agli apostoli, prima del 1621 (Gemäldegalerie, Berlino)
- Youth Playing a Small Whistle 1621 (Centraal Museum, Utrecht)
- La mezzana, 1622 (Museum of Fine Arts, Boston)
- Cristo fra i dottori, 1622 (Galleria Nazionale, Oslo)
- Giocatori di tric-trac, c. 1622 (Residenzgalerie, Bamberga)
- Loose Company, 1623 (Gemäldegalerie, Magonza)
- Prometeo incatenato da Vulcano, 1623 (Rijksmuseum, Amsterdam)
- La corona di spine, 1623 (Catharijneconvent, Utrecht)
- La corona di spine, 1623 (Nelson-Atkins Museum of Art, Kansas City)
- Cimone e Pero o la Carità romana, ca. 1623 (York City Art Gallery)
- San Sebastiano curato da Sant'Irene, ca. 1623 (Hamburger Kunsthalle, Amburgo)
- Achille giura vendetta sul corpo di Patroclo (già identificato come La morte di Uria), firmato e datato 1624, (Gemäldegalerie Alte Meister, Kassel, acq. 2009)
- Incredulità di San Tommaso, Quadreria del Pio Monte della Misericordia, Napoli

## Galleria di opere

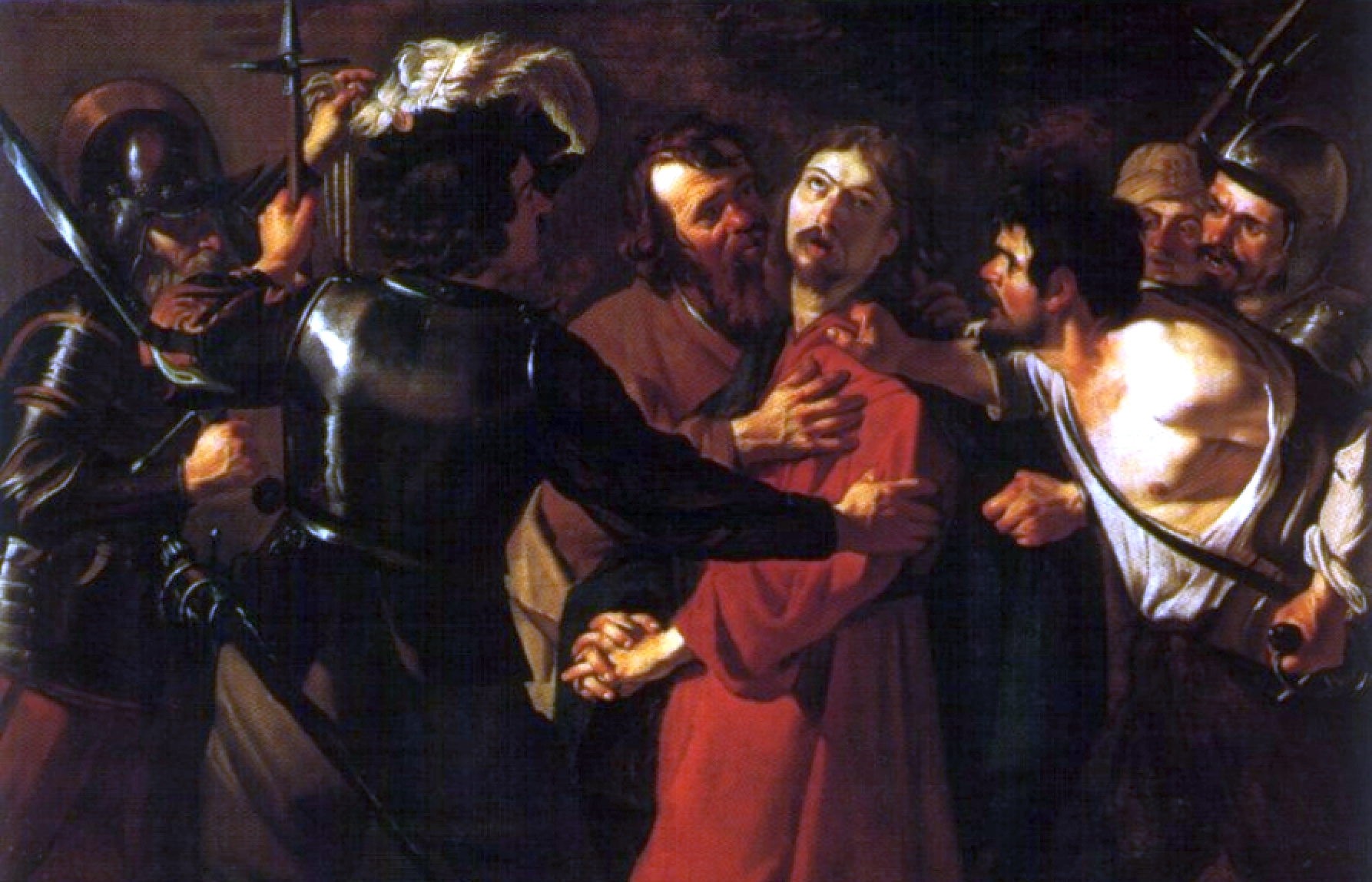
Cattura di Cristo (1619), Galleria Borghese, Roma
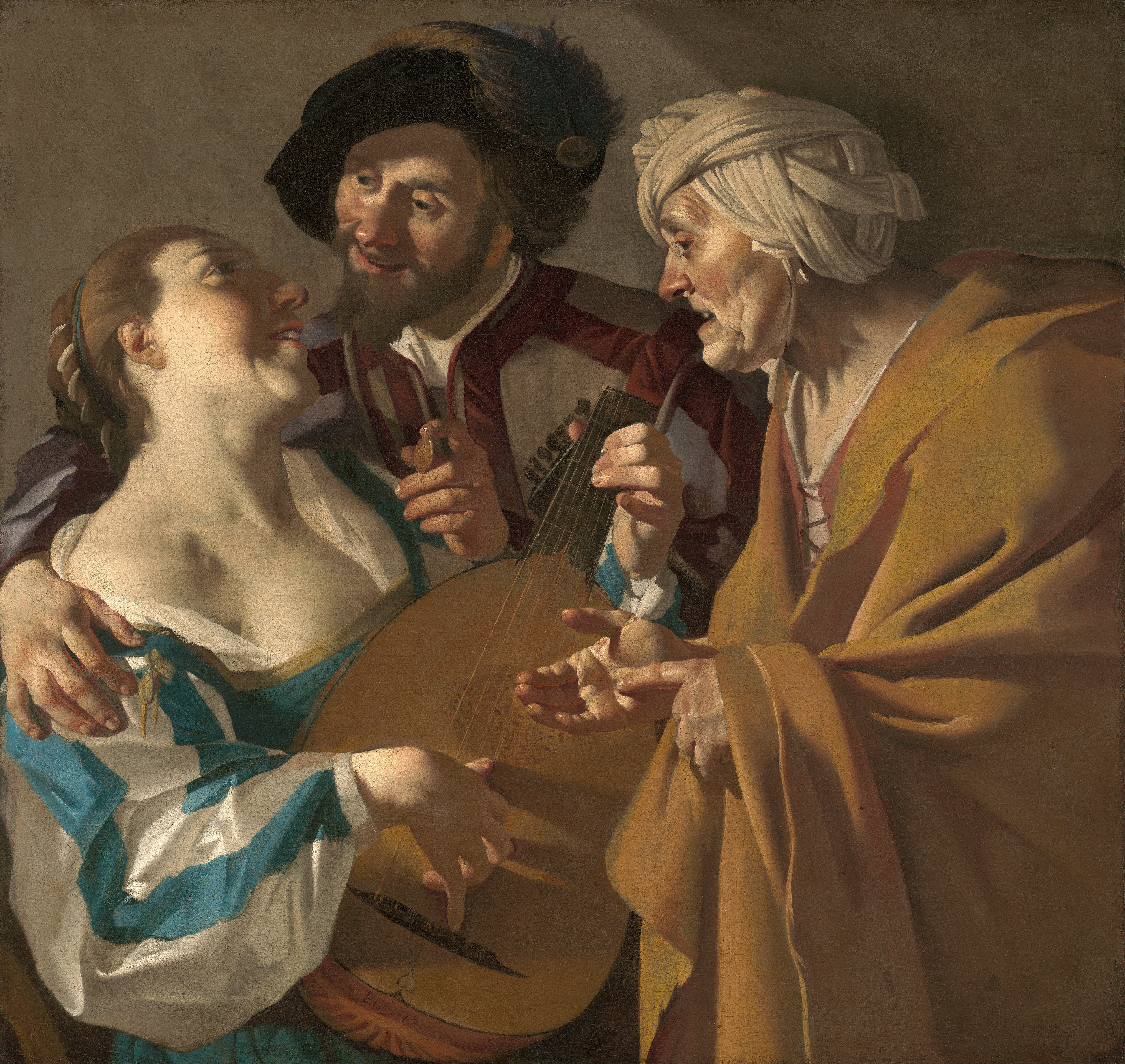
La mezzana (1622), Museum of Fine Arts, Boston
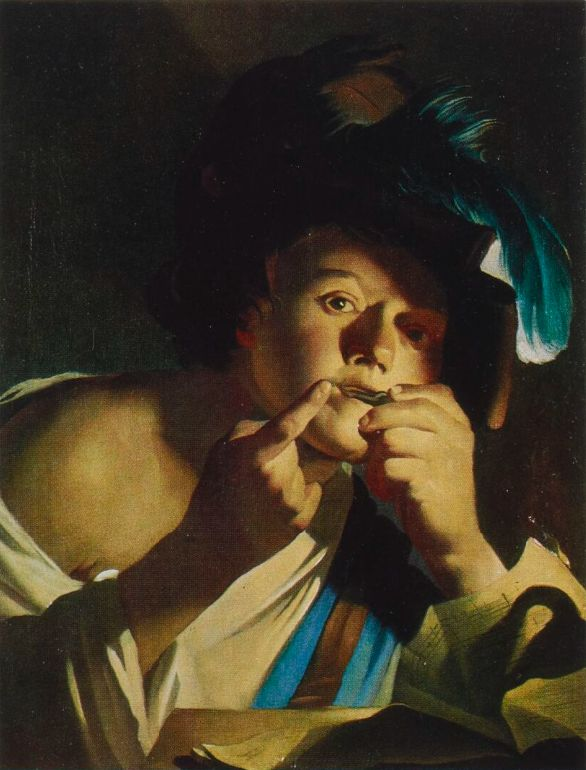
Suonatore di scacciapensieri
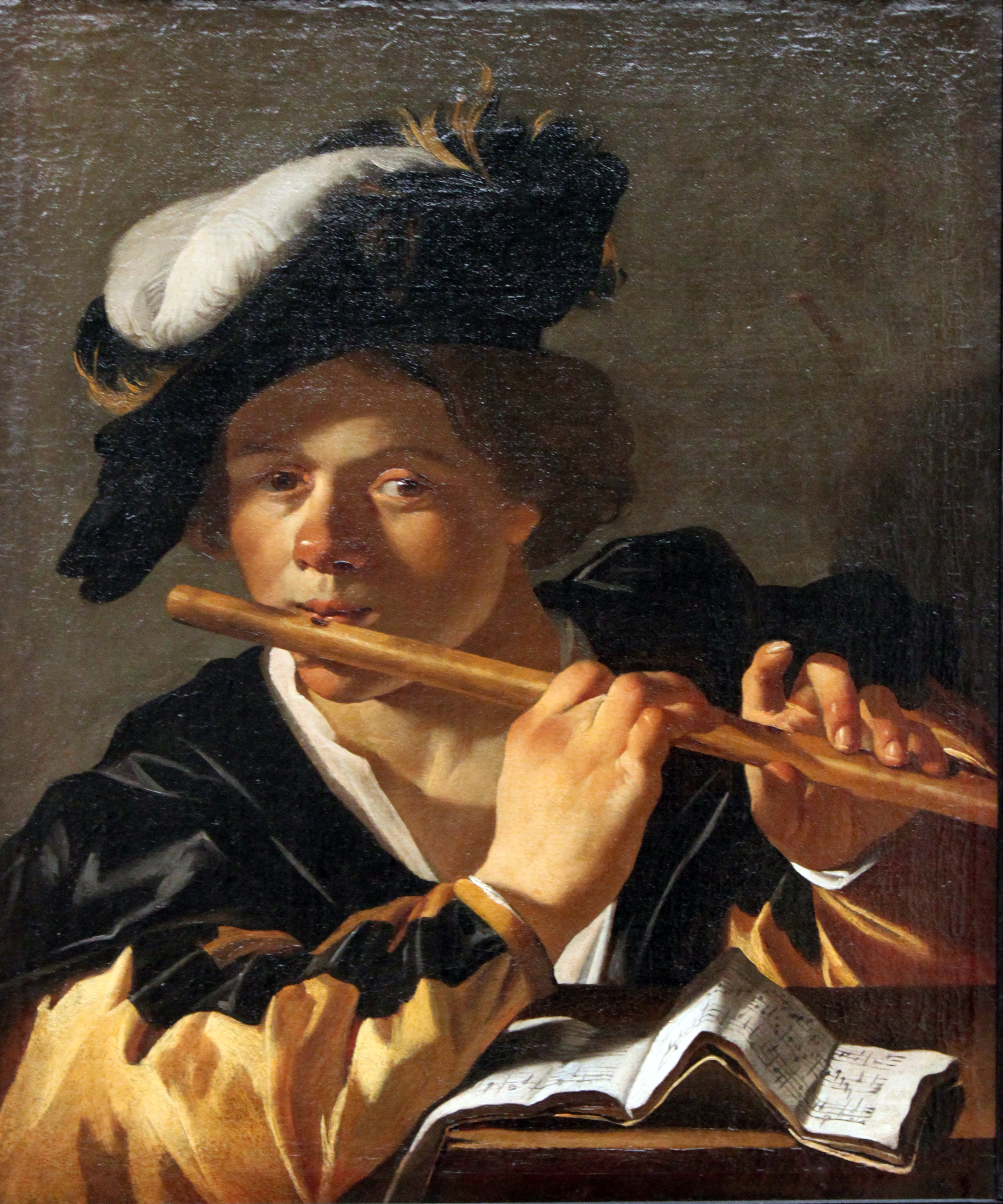
Suonatore di flauto (1620), Gemäldegalerie, Berlino
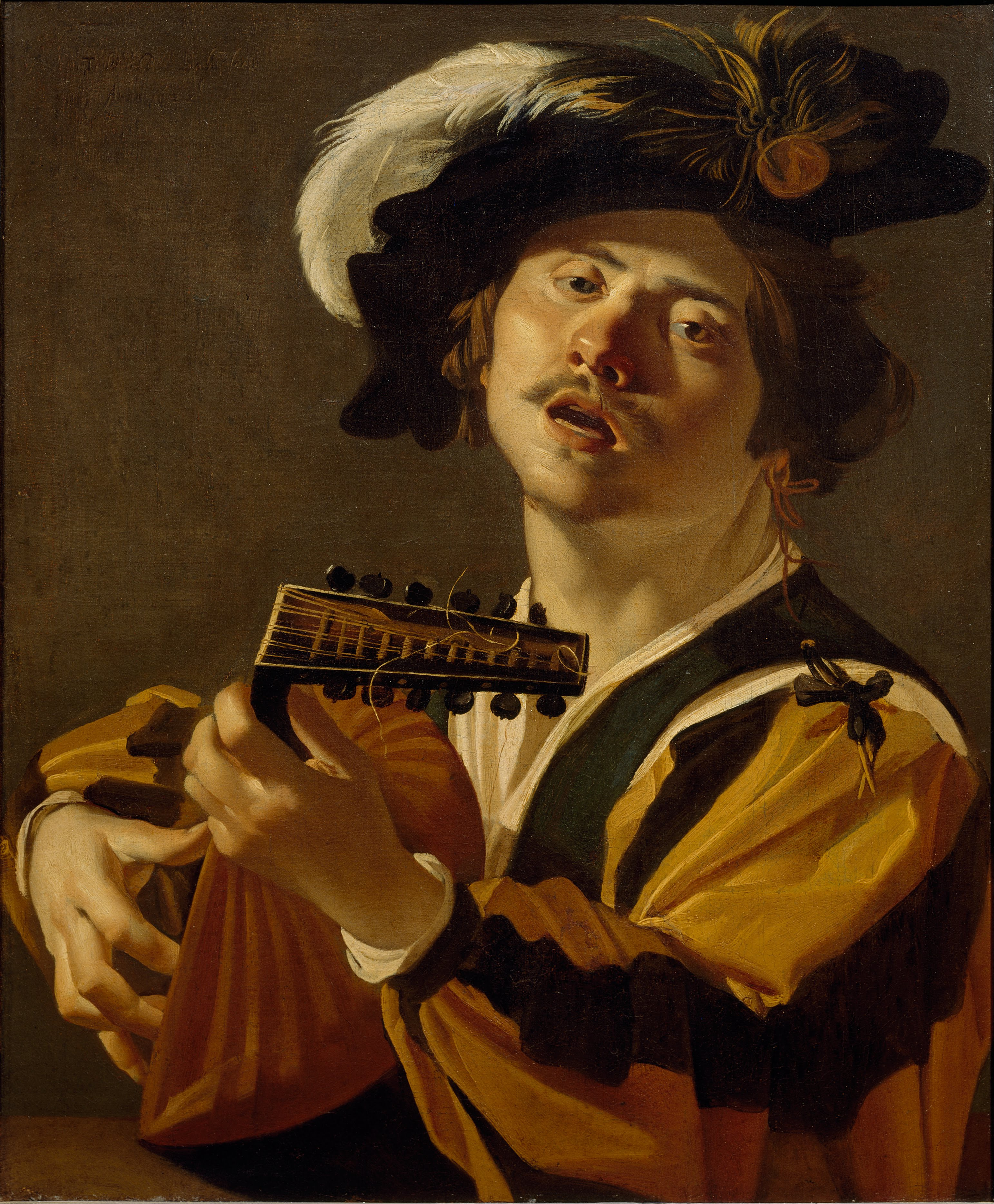
Suonatore di liuto (1622), Centraal Museum, Utrecht
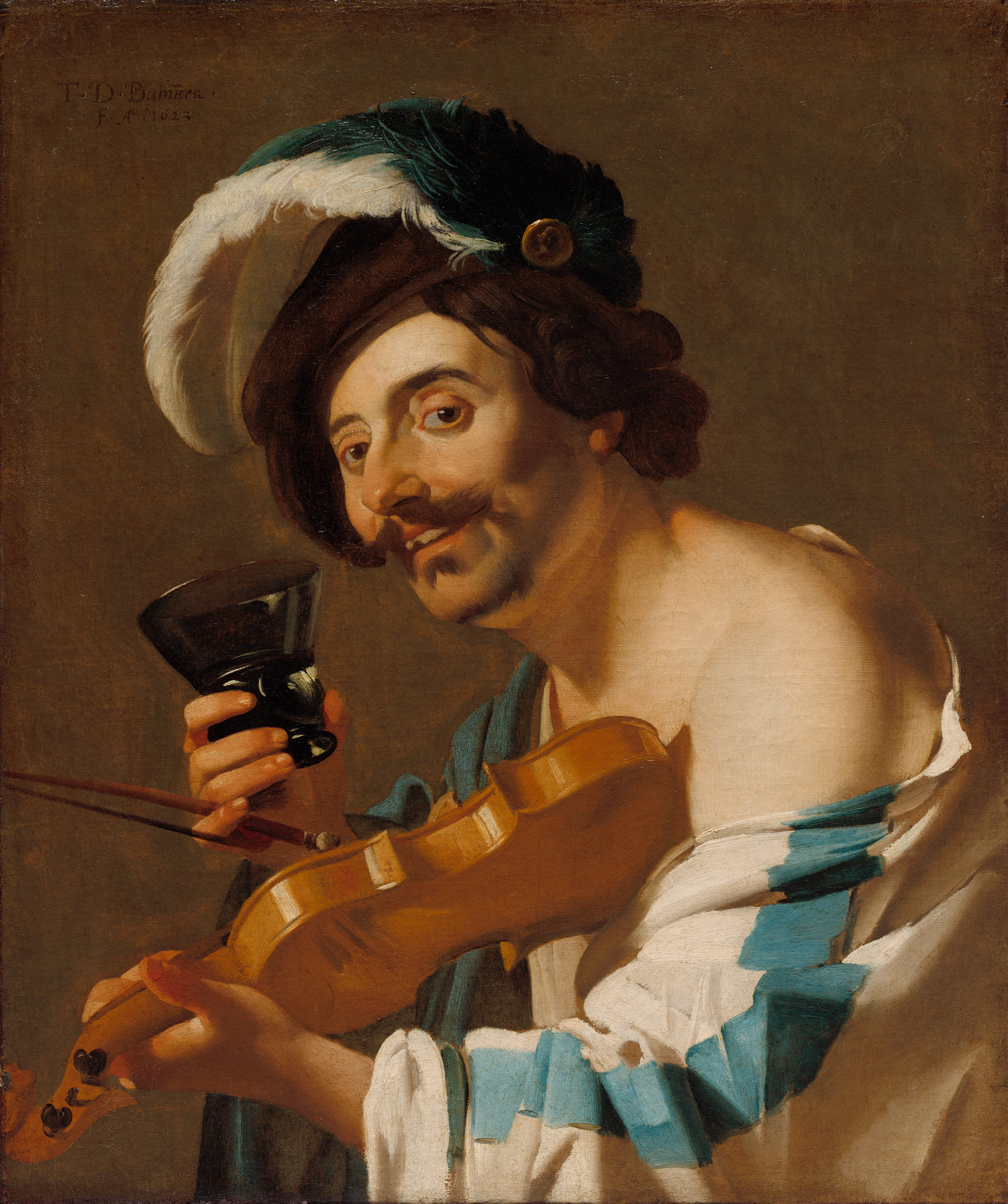
Suonatore di violino con bicchiere di vino (1623), Cleveland Museum of Art, Cleveland
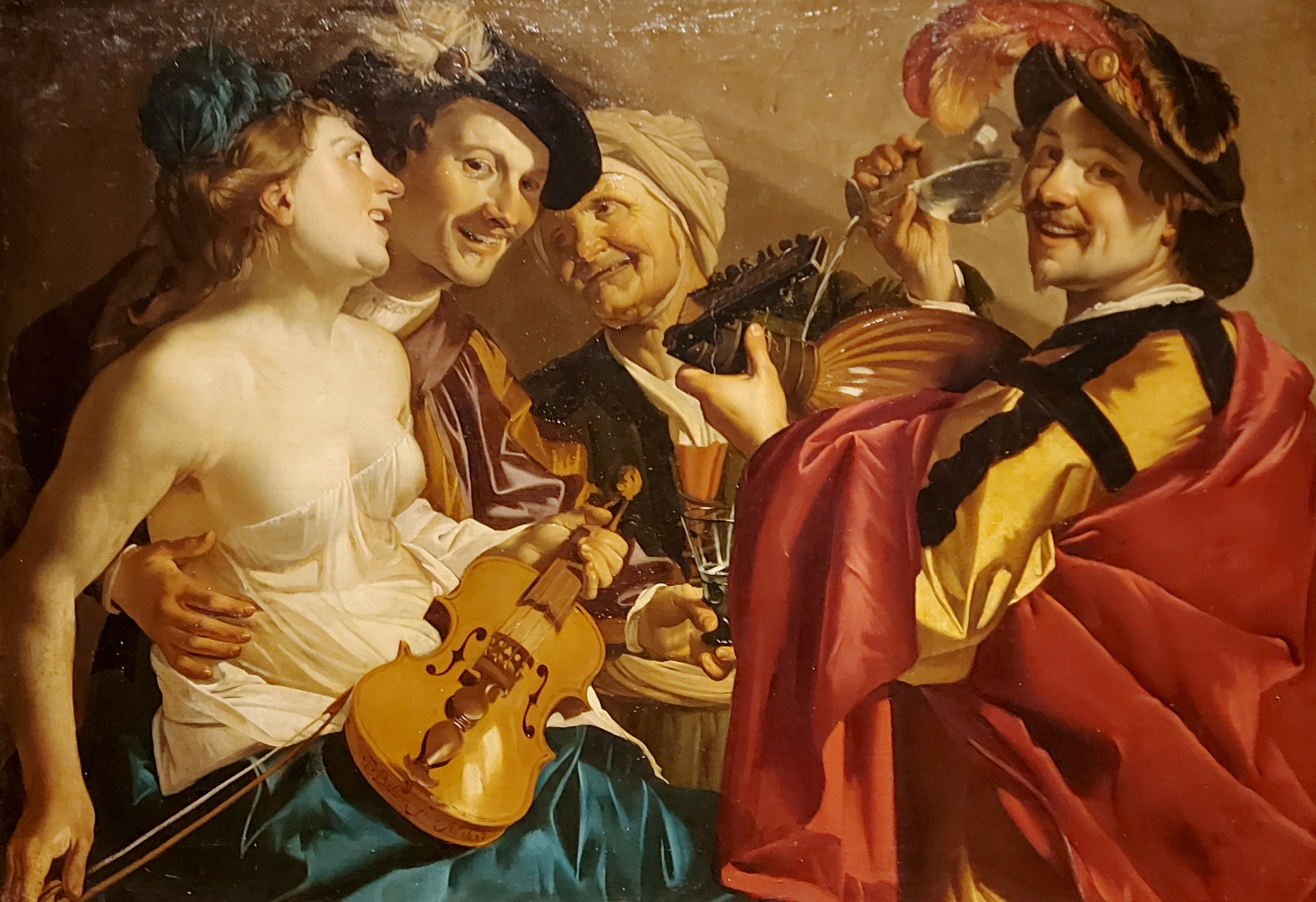
L'allegra compagnia (1623), Gemäldegalerie Alte Meister, Dresda
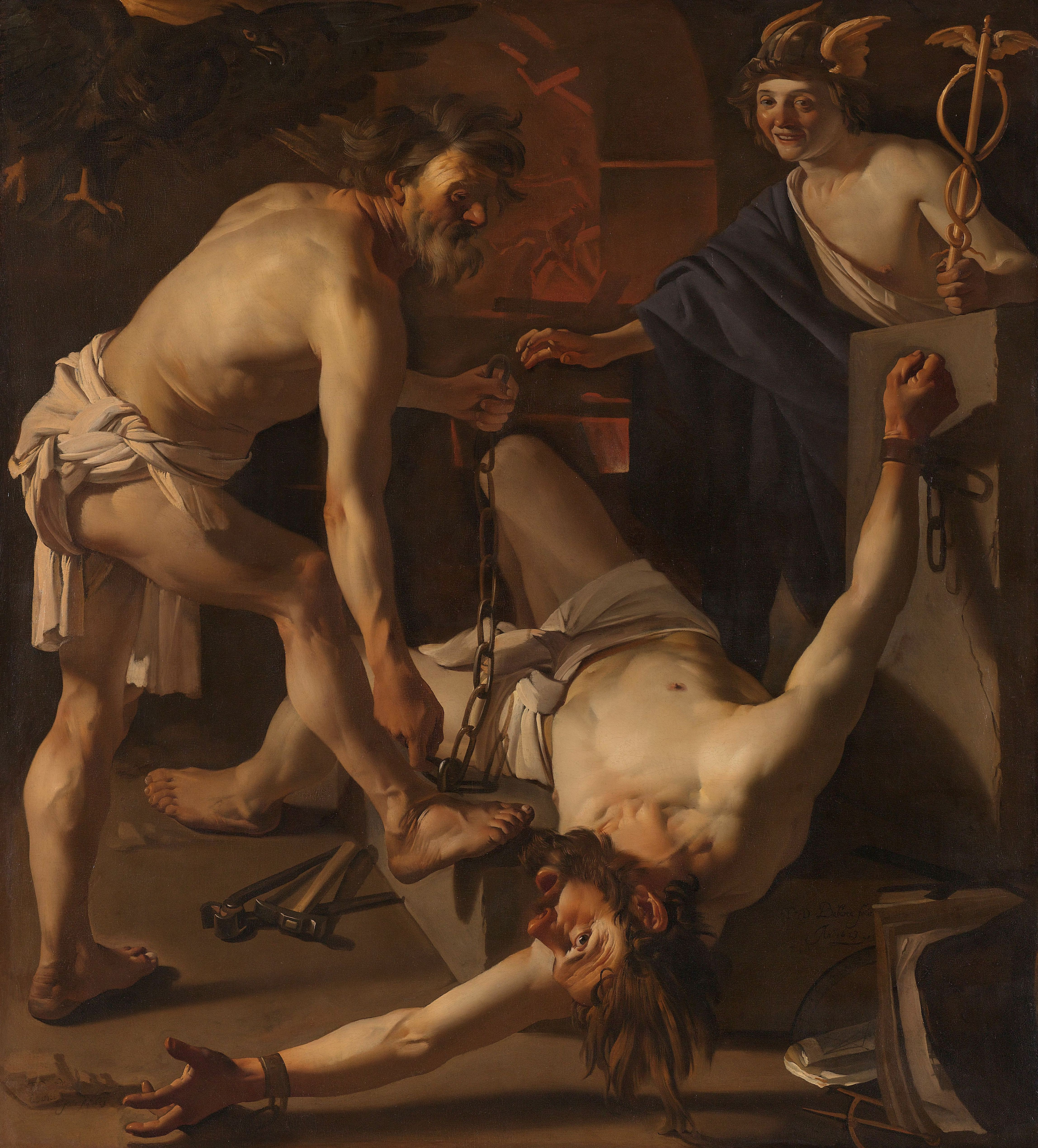
Prometeo incatenato da Vulcano (1623), Rijcksmuseum, Amsterdam
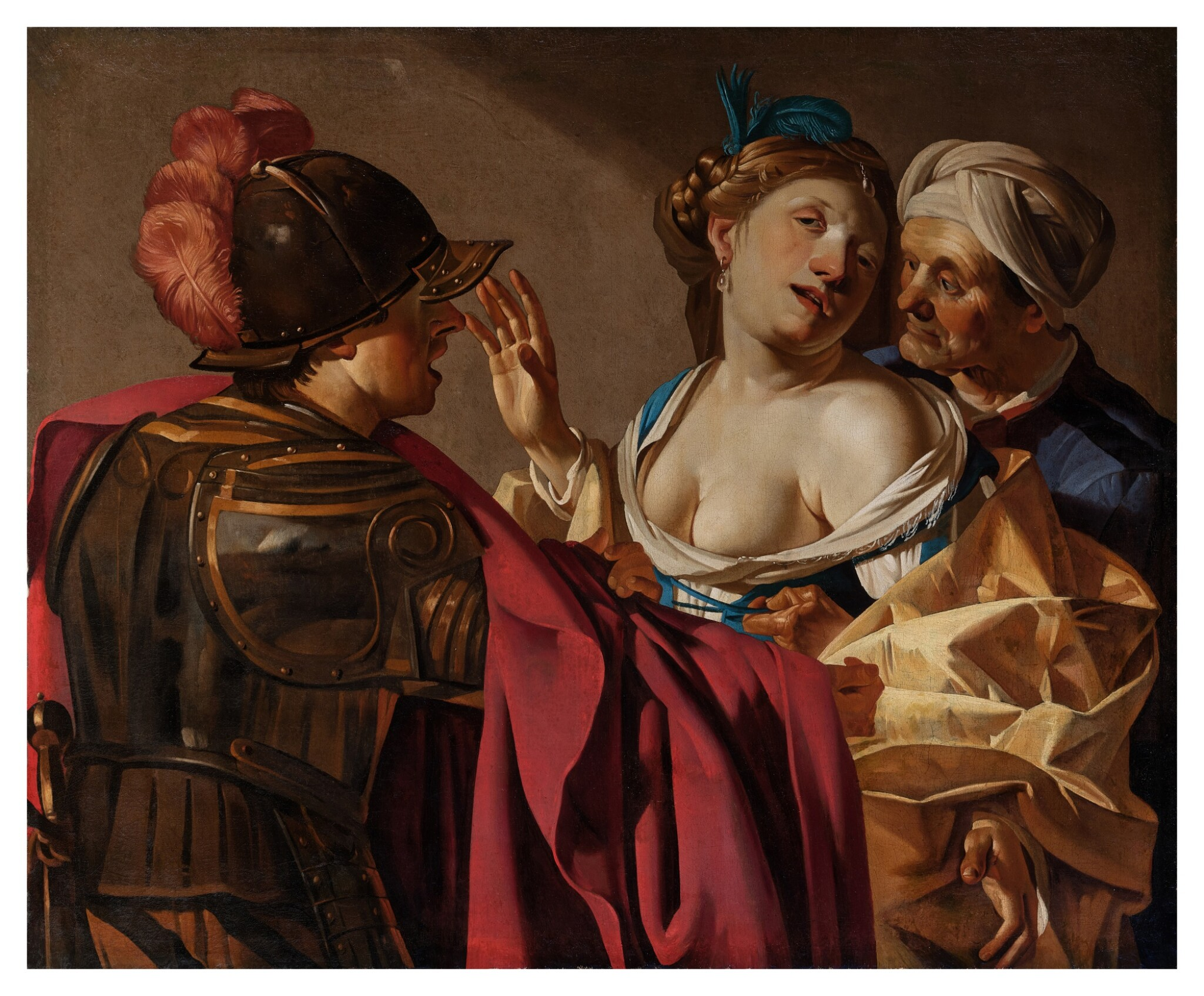
Dalla mezzana, collezione privata
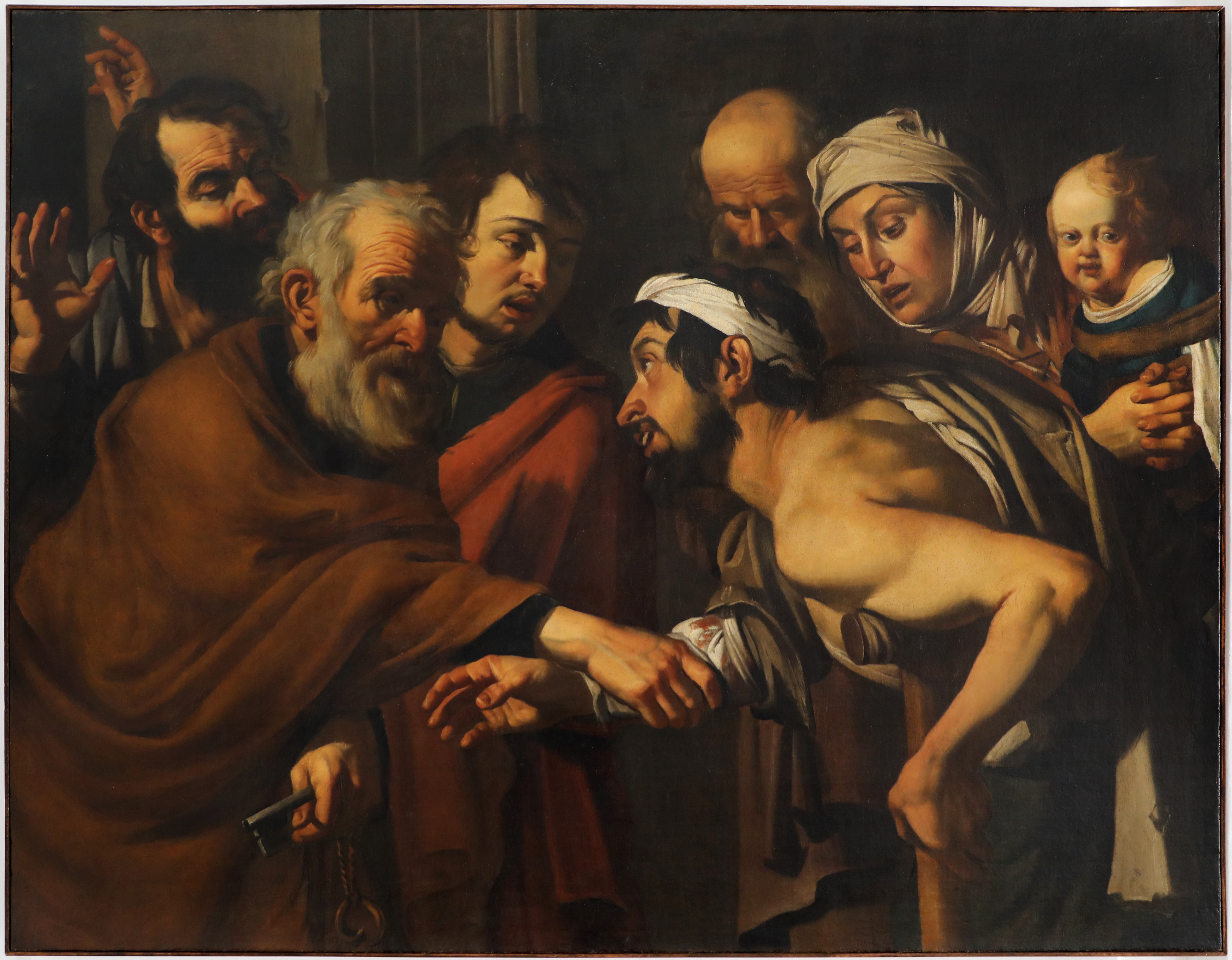
San Pietro guarisce lo storpio, Galleria nazionale, Cosenza